# پشا
پشا (به ایتالیایی: Pescia) یک کومونه در ایتالیا است که در استان پیستویا واقع شده‌است.

## خصوصیات
پشا ۷۹ کیلومترمربع مساحت و ۱۹٬۷۸۰ نفر جمعیت دارد و ۶۲ متر بالاتر از سطح دریا واقع شده‌است.

## خواهرخوانده
شهرهای Nerja و اولن خواهرخوانده‌های پشا هستند.